# Geraldo Vandré
Geraldo Vandré, nom artístic de Geraldo Pedrosa de Araújo Dias (João Pessoa, 12 de setembre de 1935), és un cantautor, advocat i poeta brasiler. El seu cognom artístic és una abreviatura del cognom del seu pare, l'otorinolaringòleg, José Vandregíselo.
Vandré va començar la seva carrera musical als anys 60, fent-se famós per les seves cançons que es van convertir en icones de l'oposició a la dictadura militar al Brasil com "Porta Estandarte", "Arueira", "Pra não dizer que não falei de flores" (que es va conèixer amb la primera paraula: "Caminhando"). Es va veure obligat a exiliar-se en 1968 a Xile, Perú i, d'allà, a Algèria, Alemanya, Grècia, Àustria, Bulgària i França. Va tornar al Brasil l'any 1973 i va ser arrestat immediatament, sent alliberat un mes després i va ser vigilat de prop pels militars. Aquell any va publicar el seu últim àlbum, Das terras de Benvirá, amb temes que havia compost durant l'exili.
Incapaç d'expressar el retrat del Brasil en aquell moment, i va abandonar la vida pública i es va allunyar del món artístic, fent d'advocat i servidor públic. L'any 1982, després de 14 anys de silenci, va tornar a actuar, i en 1995 va compondre la cançó "Fabiana", en honor a la Força Aèria Brasilera.

## Discografia
- 1964: Geraldo Vandré
- 1965: Hora de Lutar
- 1966: 5 Anos de Canção
- 1968: Canto Geral
- 1969: Geraldo Vandré no Chile
- 1973: Das Terras de Benvirá